# Chyliza ingetiseta
Chyliza ingetiseta är en tvåvingeart som beskrevs av Wang 1995. Chyliza ingetiseta ingår i släktet Chyliza och familjen rotflugor.
Artens utbredningsområde är Zhejiang (Kina). Inga underarter finns listade i Catalogue of Life.